# Les Mangeurs d'atomes
Les Mangeurs d'atomes est un roman de science-fiction de la série Bob Morane, écrit par Henri Vernes et publié en 1961.

## Publications
Le roman est paru pour la première fois, avec une illustration de couverture de Pierre Joubert, aux éditions Marabout, collection Marabout Junior / Bob Morane no 190 en 1961. 
Le roman a été réédité en 1963, 1966, 1970 et 1979.

## Résumé
Bob Morane est chargé par le ministère des Affaires étrangères français de découvrir le secret du retraitement des déchets nucléaires détenu par l'infâme Confédération Balkanique, sorte d'avatar de l'Union soviétique. Prenant l'apparence du chercheur François de Hauteclare, Bob Morane se rend dans le pays vivant sous la dictature, au Centre de Biologie marine de Varna. 
Il y rencontre un scientifique de l'Est, le Dr Von Hass. Inspectant un bassin top-secret, il découvre que le savant a créé des trilobites qui se nourrissent de déchets nucléaires. Mais son identité a été percée à jour par son vieil ennemi, Roman Orgonetz, alias « l'Homme aux Dents d'Or ».
Bob s'enfuit précipitamment de la Confédération Balkanique en se faisant passer pour Orgonetz et en volant un hydravion. Se dirigeant plein sud, il amerrit en Turquie. Il se rend à Istanbul et contacte l'ambassade de France. Il est retrouvé par les agents secrets ennemis mais parvient à les semer. Il prend un vol commercial pour Rome puis Paris. Arrivé à Orly, il est de nouveau intercepté par un agent ennemi, qu'il détecte à temps. Enfin, il arrive à son domicile situé quai Voltaire. Une troisième tentative d'interception a lieu par Orgonetz lui-même, qui avait anticipé le fait que Morane parviendrait à semer ses collègues. Une lutte a lieu entre les deux hommes à la fin de laquelle Morane a le dessus, blessant Orgonetz et le faisant prisonnier. 
L'examen des documents secrets ramenés par Morane permet d'apprendre que le Dr Von Hass avait élevé en laboratoire des mérostomes et des limules, et les avait « nourris » d'éléments radioactifs. Ces derniers sont devenus des trilobites géants se nourrissant de matière radioactive, formant une nouvelle espèce et devenant des « Mangeurs d'atomes ». Von Hass avait trouvé là un moyen de débarrasser l'humanité des déchets nucléaires difficilement entreposables en les faisant disparaître ou en les rendant inoffensifs.

## Personnages

### Personnages principaux
- Bob Morane
- Roman Orgonetz : un des plus anciens ennemis de Bob Morane. Il s'agit de leur sixième rencontre.
- Colonel Jouvert : un des chefs du Deuxième Bureau français. C'est lui qui engage Morane comme espion dans cette aventure.
- Major Clark : major des Services secrets américains.
- François de Hauteclare : savant spécialiste des effets des radiations sur les organismes marins. Ressemble beaucoup physiquement à Bob Morane. A déjà eu des sympathies pour la Confédération balkanique. Bob Morane se fait passer pour lui lorsqu'il est chargé de rapporter des renseignements sur le secret des Balkaniques concernant leurs déchets atomiques.

### Personnages secondaires
- Bastien : employé du 2e Bureau. « Transforme » Bob Morane en François de Hauteclare.
- Michael Norgha : agent de la Confédération balkanique.
- Boris Aïlovitch : agent de la Confédération balkanique.
- Natan Zvordo : agent de la Confédération balkanique.
- Commandant Zanko : directeur du Centre de Biologie mariene de Varna.
- Gert von Hass : biologiste allemand travaillant pour la Confédération balkanique. Il parvient à recréer des trilobites qui ont la particularité de se nourrir de déchets atomiques.
- Urfa : capitaine du navire turc Uskudar.
- Jacques Macaire : il travaille à l'ambassade française d'Istanbul.
- Mme Durant : concierge de l'immeuble dans lequel habite Bob Morane.